# کاردماهی‌های دماغ‌بریده
کاردماهی‌های دماغ‌بریده (نام علمی: Hypopomidae) نام یک تیره از راسته کاردماهی‌سانان است.